# 挪威广播一台
挪威广播一台 ( NRK P1 )，是挪威广播公司旗下的广播电台，开播于1933年，是挪威最早开播的广播电台之一。该电台目前通过DAB数字广播、卫星、互联网等方式覆盖挪威全境。其长波频率153kHz已于2019年12月2日凌晨关闭。
该台全天24小时播音，节目以新闻、谈话、怀旧金曲为主，是挪威少有的综合性广播电台。在停止模拟广播前，该电台使用1176个调频发射机和124个不同的调频频率播出，是欧洲最大的调频广播网。2017年后，NRK在全国范围内逐步停止模拟广播的传输，NRK旗下的所有广播频率正式转为数字广播。